# Elsa Oliva
Elsa Oliva (Piedimulera, 11 aprile 1921 – Domodossola, 11 aprile 1994) è stata una pittrice, partigiana e antifascista italiana.
Conusciuta anche col nome di battaglia "Elsinki", ha combattuto attivamente prima nella Brigata Alpina "Beltrami" e poi nella Brigata "Franco Abrami".

## L'infanzia e la giovinezza
Nata in una famiglia antifascista (terza di sette fratelli e sorelle), il padre nel 1930, perde il lavoro perché non iscritto al Fascio, così Elsa poté frequentare la scuola fino alla quarta elementare e, a otto anni, fu messa "a servizio" a lavorare presso una famiglia benestante.
Ragazzina irrequieta, aveva solo 14 anni quando, con il fratello Renato, si allontanò di casa e se ne andò in Valsesia, dove riuscì a realizzare il desiderio di diventare pittrice lavorando per alcuni anni al fianco di Omero Solaro, che diventò anche suo compagno e padre del suo primo figlio.
In seguito contrasse la tubercolosi e si trasferì per un breve periodo sul lago di Garda e in seguito ad Ortisei dove si mise a lavorare in un laboratorio artigiano di pittura su legno. Elsa non nascondeva le sue idee e fu così presa di mira dalla polizia e dalle autorità fasciste, tanto che dovette spostarsi a Bolzano dove riuscì a farsi assumere all'anagrafe del Comune, dove rimase fin dopo l'8 settembre 1943.

## La lotta partigiana
Fu quello il momento dell'impegno nella Resistenza. Elsa partecipò alla difesa della caserma di Bolzano contro i tedeschi, organizzò la fuga di militari internati dagli occupanti, procurò certificati falsi a molti soldati perché potessero sottrarsi alla cattura, poi distrusse l'archivio dell'Anagrafe perché non restassero tracce del suo operato.
Sino al novembre del 1943, Elsa partecipò coraggiosamente, con gli antifascisti locali, ad azioni di sabotaggio contro i tedeschi, ma finì per essere arrestata. Era in viaggio per Innsbruck, dove avrebbero dovuto processarla, quando riuscì a fuggire e a raggiungere poi, fortunosamente, Domodossola dove i suoi si erano nel frattempo trasferiti.
Ricercata dalle SS, nel maggio del 1944 la ragazza si unì, come infermiera, ai partigiani della 2ª Brigata della Divisione Beltrami, dove presto divenne partigiana combattente. Nell'ottobre dello stesso anno Elsa lasció la Beltrami per raggiungere suo fratello Aldo Oliva, che militava nella "Banda Libertà". Dopo pochi mesi, il 14 febbraio 1945, Aldo sarà trucidato dai fascisti a Carcegna.
L'8 dicembre 1944 Elsa è catturata dai fascisti, che la portano in caserma a Omegna. Certa che la fucileranno, decide di simulare il suicidio, ingerendo un gran numero di compresse di sonnifero ed è quindi portata in ospedale. Dopo una lavanda gastrica e, prima che i fascisti tornino a riprendersela, con l'aiuto di una suora e di un prete, Elsa riesce a fuggire.
Di nuovo Elsa Oliva cambia formazione. Nella Brigata partigiana "Franco Abrami" della Divisione Valtoce, che ha la sua base sul Mottarone, le affidano il comando di una squadra chiamata "Volante di polizia" e che presto, dal nome di battaglia di Elsa, sarà chiamata "Volante Elsinki".
Qui continuerà la lotta armata sino alla Liberazione. Per questo, alla smobilitazione, le sarà riconosciuto il grado di tenente.
Sono tantissime le donne che hanno partecipato alla Resistenza e non hanno avuto il riconoscimento... Anche a me non hanno riconosciuto il periodo di Bolzano.»

## Nel dopoguerra
Elsa Oliva si è impegnata politicamente sino agli anni '70, quando fu eletta consigliere comunale di Domodossola come indipendente in una lista del PCI.
Si staccò dal partito poco dopo, non aderendo più, ufficialmente, a nessuna formazione politica. Si iscrisse all'Associazione Volontari della Libertà (di cui fu vicepresidente) aderente alla FIVL. Oltre al suo libro più noto, Ragazza partigiana, edito da La Nuova Italia di Firenze nel 1974, Elsa Oliva ha pubblicato anche una piccola raccolta di racconti dal titolo La Repubblica partigiana dell'Ossola e altri episodi.
Morì a Domodossola il giorno del suo 73º compleanno.
È uscito postumo, nel 1996, il suo racconto autobiografico Bortolina. Storia di una donna, edizioni Gruppo Abele.
Una testimonianza di Elsa Oliva si trova anche nel libro di Anna Maria Bruzzone e Rachele Farina, pubblicato nel 1975 da "La Pietra" e ripubblicato nel 2003 dalla Bollati Boringhieri di Torino col titolo La Resistenza taciuta - Dodici vite di partigiane piemontesi.
Il personaggio di Elsa compare in diverse opere tra cui Quaranta giorni di libertà di Luciano Codignola, con la regia di Leandro Castellani, lungometraggio del 1974 che narra l'epopea della Repubblica partigiana dell'Ossola nel 1944 dove il personaggio di "Elsinki" é interpretato da Maria Rita Barberis.
Nel 2004 nasce il collettivo Elsinki, fondato da alcuni protagonisti di Critical Mass in Italia, «Lo abbiamo scelto (ndr - il nome del collettivo) perché era il nome di battaglia di Elsa Oliva, partigiana dell´Ossola, una delle prime a capire l´utilità della bicicletta nella Resistenza».